# Андреа дель Сарто
Андре́а дель Са́рто (итал. Andrea del Sarto), настоящее имя Андреа д’Аньоло (итал. Andrea d'Agnolo; 16 июля 1486, Флоренция — 29 сентября 1530, там же) — итальянский живописец и рисовальщик флорентийской школы периода Высокого Возрождения. Ученик Пьеро ди Козимо и фра Бартоломео делла Порта. Работал под влиянием выдающихся мастеров своего времени: Леонардо да Винчи, Микеланджело и Рафаэля, «но сумел создать вполне оригинальный стиль, отличающийся крепким „скульптурным“ рисунком и декоративностью композиции. Этот стиль получил в дальнейшем развитие в искусстве флорентийского маньеризма и, прежде всего, в работах его учеников Россо Фьорентино и Якопо Понтормо».

## Биография

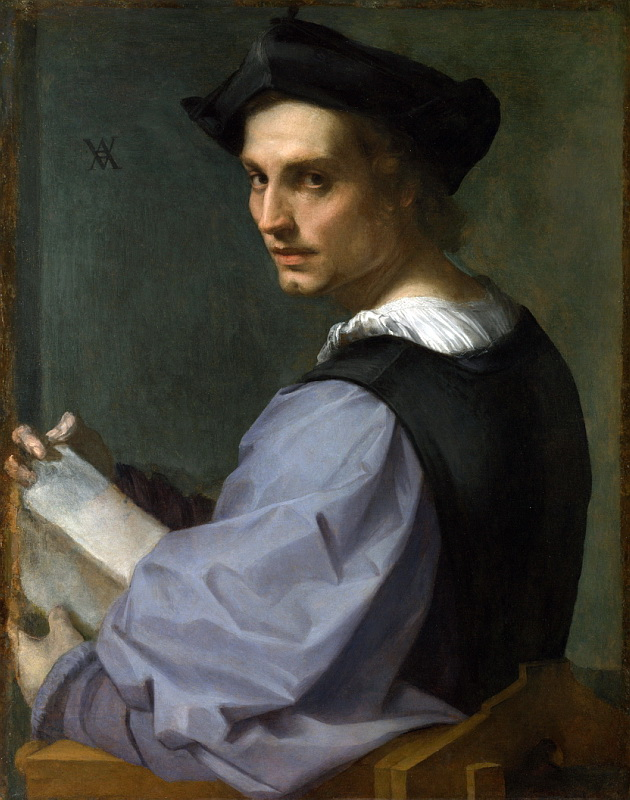
Мужской портрет (предполагаемый автопортрет). Ок. 1517. Холст, масло. Национальная галерея, Лондон

Андреа д’Аньоло родился в 1486 году во Флоренции в семье портного Аньоло ди Франческо; профессия отца (итал. sarto — «портной») в дальнейшем стала псевдонимом, под которым художник известен в истории искусства. В источниках существуют расхождения в отношении точной даты рождения Андреа и фамилии его семьи. Большинство авторов указывают в качестве дня его рождения 16 июля, но встречаются также датировки 6 и 17 июля. В качестве фамилии семьи называют «Ванукки» (итал. Vanucchi) или «Ланфранки» (итал. Lanfranchi). Дружеским прозванием художника было имя «Андреино», что связано с небольшим ростом художника.
Согласно «Жизнеописаниям» Джорджо Вазари, в семилетнем возрасте мальчика отдали в учёбу к ювелиру, но позднее на его способности рисовальщика обратил внимание живописец Джованни (или Андреа) Бариле, который взял его к себе в ученики. Бариле не был выдающимся художником, и юный Андреа, получив от него некоторые основы ремесла, продолжил учёбу у более известного Пьеро ди Козимо.
В обучении у Пьеро ди Козимо Андреа провёл несколько лет, в свободное время изучая также технику рисунка и живописи мастеров искусства кватроченто по картонам Микеланджело и Леонардо да Винчи в Папском зале церкви Санта-Мария-Новелла. Другими мастерами, чьё творчество оказало влияние на его становление живописца, были Рафаэль и Фра Бартоломео. В это время Андреа познакомился и подружился с молодым художником Франчабиджо. Впоследствии они вместе содержали мастерскую, выполнявшую заказы флорентийских патрициев, и в их ранних работах специалисты находят общность художественных идей и стиля, хотя и на этом этапе произведения дель Сарто отличаются явной индивидуальностью и смелым воображением.
Первые известные самостоятельные произведения Андреа дель Сарто относятся к 1506 году. В 1508 году он стал членом ремесленной гильдии врачей и аптекарей (итал. Arte dei medici e speziali), куда входили также живописцы и красильщики тканей. С самого начала независимой карьеры художника он занимался росписями церкви Сантиссима-Аннунциаты во Флоренции. В частности, в 1509—1510 годах дель Сарто писал фрески в приделе Кьостро-деи-Воти (двор приношений), изображающими сцены из жизни Филиппо Беницци. Наиболее ранняя из этих фресок, «Исцеление прокажённого», ещё напоминает работы Франчабиджо, но в последующих уже очевидно влияние манеры Леонардо да Винчи как в общей, более гармоничной композиции, так и в цветовой гамме фона, изображающего далёкие деревни в оттенках бирюзового и лилового. Одна из известных сохранившихся работ этого раннего периода, для которой ещё характерны скованные позы и осторожный выбор цветов, — картина «Не прикасайся ко Мне», написанная для церкви Св. Галла (La Chiesa di San Gallo). Хотя церковь была разрушена в ходе осады Флоренции, картина уцелела и ныне хранится в галерее Уффици.

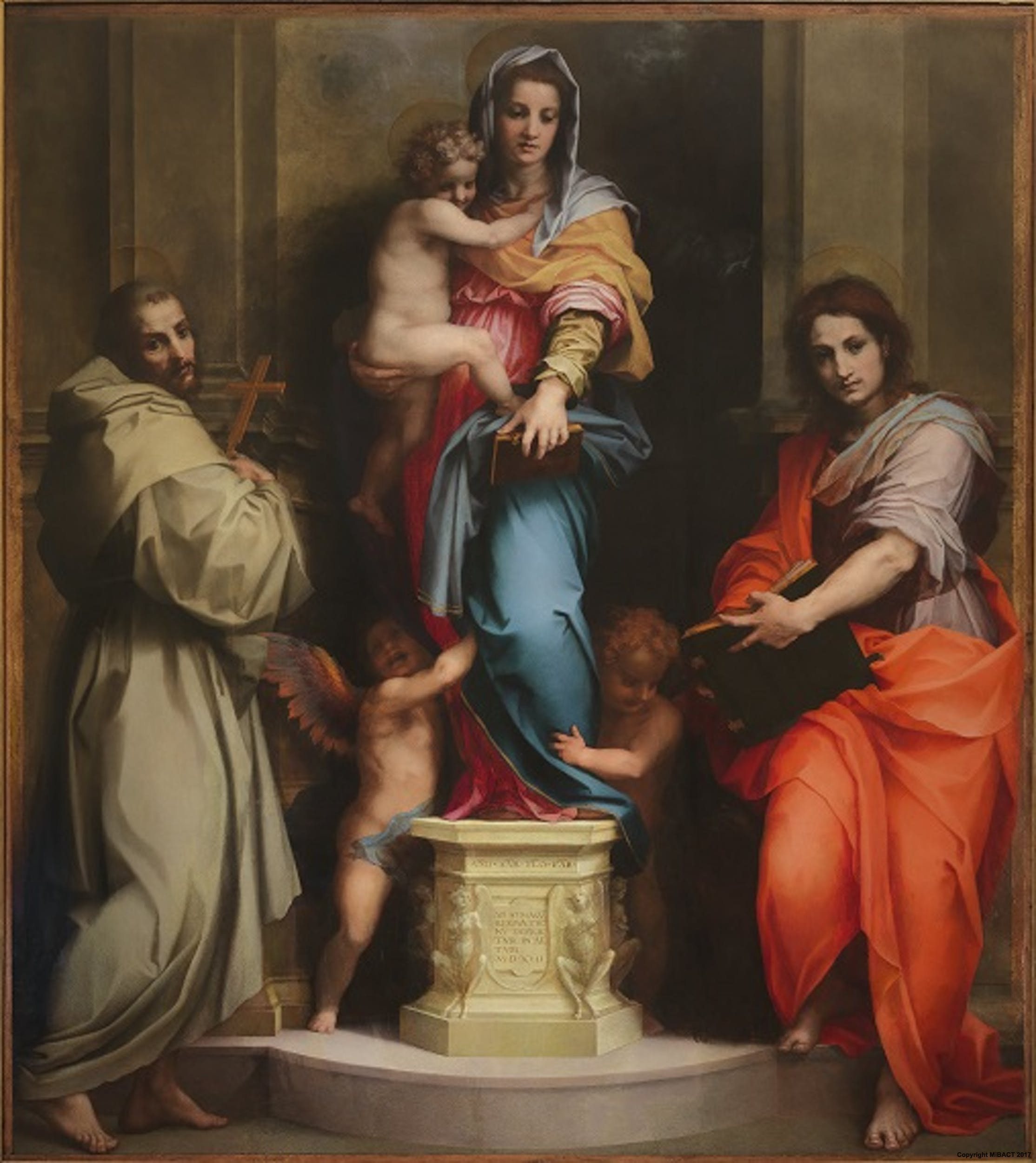
Мадонна с гарпиями.1517. Дерево, масло. Уффици, Флоренция

В первой половине 1510-х годов Андреа дель Сарто часто сотрудничал со скульптором Якопо Сансовино, под его влиянием его живописные произведения приобрели строгую структуру. В частности, дель Сарто работал над эффектами светотени гризайля, имитирующего скульптуру на «ложном фасаде» церкви, воздвигнутом Сансовино к торжественному въезду во Флоренцию папы Льва X в 1515 году. Ещё одна особенность творческого метода дель Сарто этого периода — использование одних и тех же натурщиков для разных картин, это было обычным делом в то время, например, в картине «Мадонна с гарпиями» (алтарный образ), написанной дель Сарто для женского монастыря Св. Франциска (ныне в галерее Уффици). В эти же годы у самого́ дель Сарто появились ученики, среди которых были Россо Фьорентино и Якопо да Понтормо.

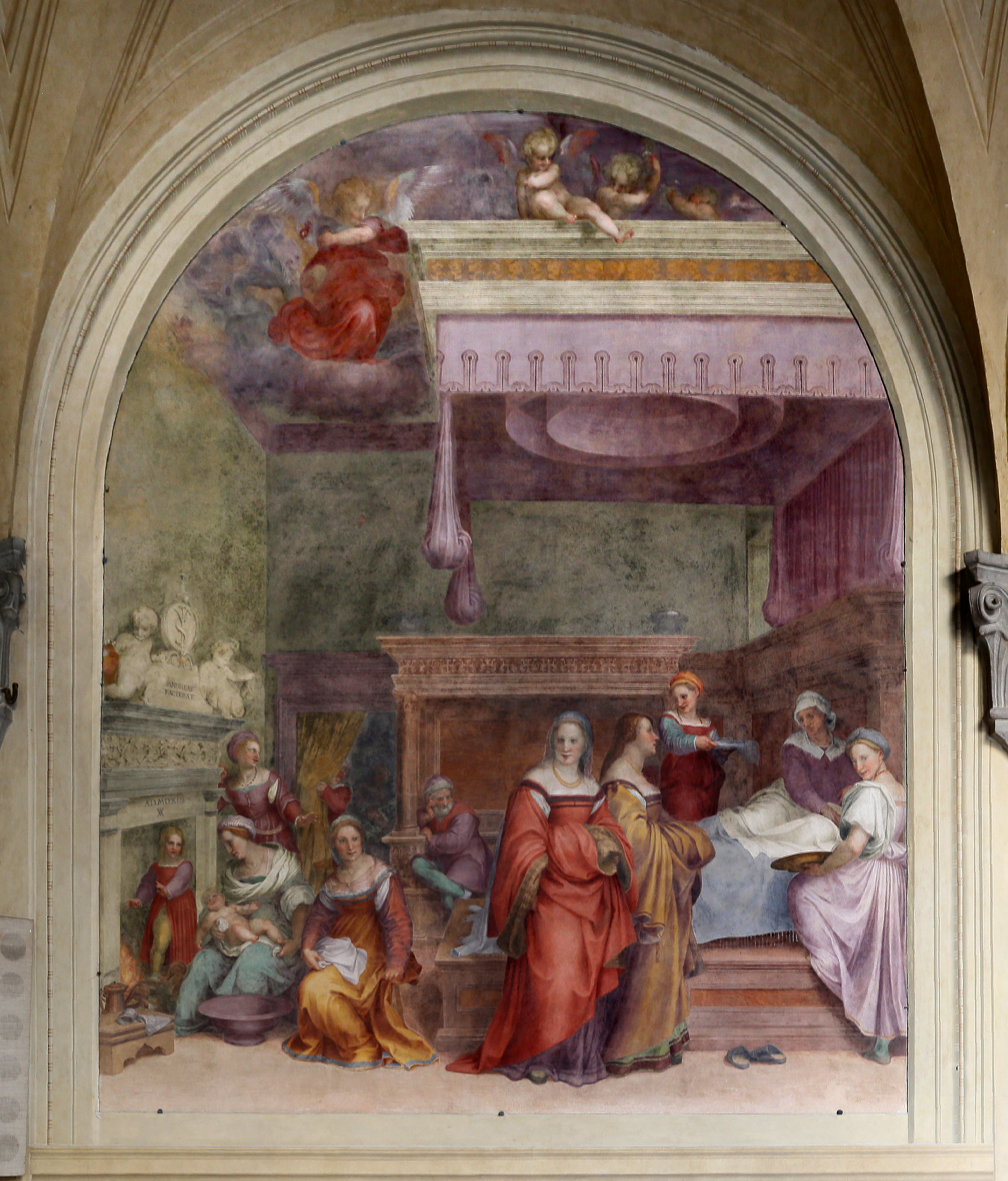
Рождество Девы Марии. 1513—1514. Фреска. Церковь Сантиссима-Аннунциата, Флоренция

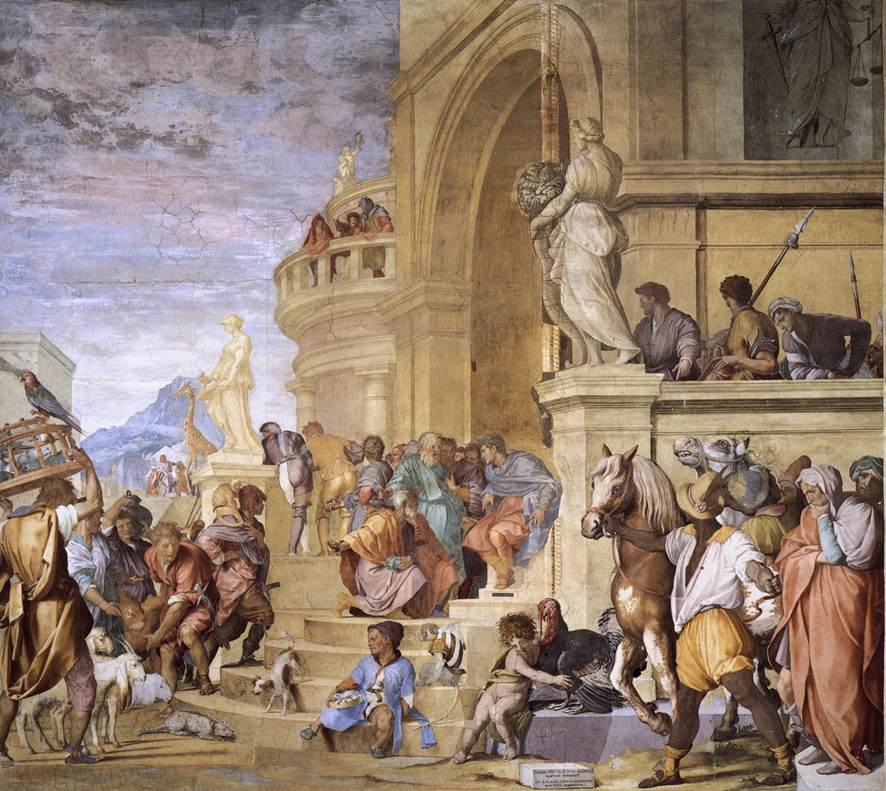
Триумф Цезаря. Ок. 1520. Фреска Салона Льва X. Вилла Медичи в Поджо-а-Кайано

В 1513—1514 годах в продолжение работ в Кьостро-деи-Воти дель Сарто создал в этом приделе фрески «Поклонение волхвов» и «Рождество Девы Марии». В последней он снова обращался к опыту XV века (в частности, к фреске Гирландайо в церкви Санта-Мария-Новелла), но колористическое решение и пластика женских тел скорее напоминают работы Тициана. Итальянская энциклопедия называет эту фреску «первым шедевром» дель Сарто, а в Британской энциклопедии отмечено, что в период 1513—1514 годов Андреа дель Сарто становится лучшим живописцем Флоренции, сменив в этой роли Фра Бартоломео.
В 1517 (или 1518 году) году Андреа дель Сарто женился на Лукреции ди Бартоломео дель Феде, вдове шляпного мастера Карло ди Доменико. Его жена принесла с собой хорошее приданое, она была красивой женщиной, послужившей натурщицей для многих его произведений (лучший её портрет ныне хранится в музее Прадо в Мадриде, а на ряде картин она появляется в облике Мадонны), но при этом Вазари описывал её как «неверную, ревнивую, и сварливую по отношению к ученикам».
В мае 1518 года по приглашению короля Франции Франциска I Андреа дель Сарто отправился во дворец Фонтенбло. Однако жизнь придворного художника, очевидно, пришлась ему не по вкусу, так как уже в следующем году он вернулся во Флоренцию. Во Франции художник не создал значительных произведений: в разных источниках упоминаются лишь портрет дофина и картина «Милосердие» (или «Чадолюбие», итал. Carità, ныне в коллекции Лувра), которую Эмма Микелетти в Биографическом словаре итальянцев характеризует как не обладающую высокой ценностью. Официально Андреа отправился в Италию, чтобы пробрести для короля произведения старых и современных художников и возвратиться затем во Францию с женой, но вторично ко двору Франциска он так и не прибыл, видимо, потратив деньги на другие цели.
По возвращении во Флоренцию художник возобновил прерванную работу над фресками в Кьостро делло Скальцо (сцены из жития Иоанна Крестителя, завершённые в 1523 году, которые относят к главным произведениям его жизни). В 1520 году Андреа начал строительство собственного дома во Флоренции на углу улиц Сан-Себастьяно и дель Мандорло. Это здание сохранилось и через четыре века, и после первого владельца там проживали ещё несколько художников, перестраивавших его в соответствии с собственными потребностями. Вскоре Андреа дель Сарто получил самый значительный заказ в его жизни — участие в росписях интерьеров виллы Медичи в Поджо-а-Кайано. В качестве заказчика выступал папа Лев X, и планируемый масштаб работ был сопоставим с оформлением Ватиканского дворца Рафаэлем, однако проект не был завершён из-за смерти папы в 1521 году. К этому времени Андреа дель Сарто успел начать работу лишь над одной фреской — «Триумф Цезаря» — позже ставшей частью большей по масштабам росписи (завершена Алессандро Аллори). Тогда же он написал широко известную картину Ассунта Панчатики.
К 1523 году Андреа дель Сарто улучшил своё материальное положение настолько, что имел не только учеников, но и слуг, и позволял себе браться за заказы, не сулившие ему дохода. Однако эпидемия чумы в 1523—1524 годах заставила его с женой бежать из Флоренции и укрыться в сельской местности в долине Муджелло. Там в 1524 году он написал для женского монастыря Св. Петра «Положение во гроб» (ныне в галерее Питти во Флоренции). Композиция картины, по-видимому, позаимствована из одноимённой картины Фра Бартоломео, позы персонажей театральны, но цветовое решение с нежными тенями, бликами света и насыщенными красками, представляет собой достижение художника.

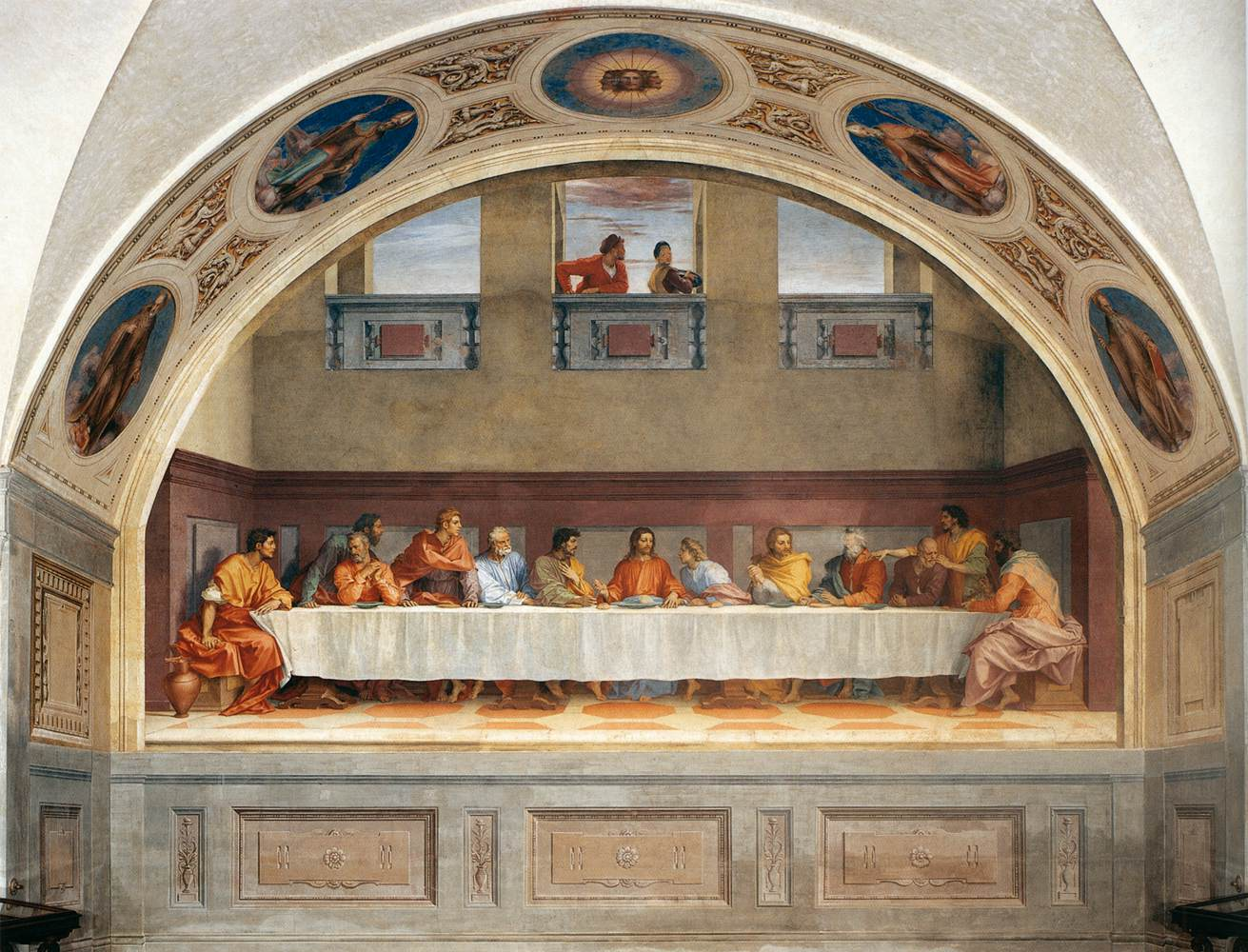
Тайная вечеря. Ок. 1520. Фреска. Трапезная монастыря Сан-Сальви, Флоренция

Вернувшись домой, дель Сарто продолжил работу над заказанной ему ещё в 1519 году фреской «Тайная вечеря» для трапезной валломброзианского монастыря Сан-Сальви. Это произведение было завершено лишь в 1529 году и представляло собой самую мрачную и строгую из работ автора; краски оживают только в верхней части фрески, которую занимает балкон на фоне синего неба. К этому же периоду творчества относятся копия портрета Льва X работы Рафаэля (ныне в музее Каподимонте, Неаполь) и фреска «Мадонна с мешком» (итал. Madonna del Sacco) в большом дворе церкви Сантиссима-Аннунциата. Эта фреска была закончена в 1525 году, а на следующий год художник завершил работу над циклом фресок «Жизнь Святого Иоанна» в Кьостро-дельи-Скальци. Во второй половине 1520-х годов был создан автопортрет, ныне находящийся в галерее Уффици: художник размашистыми мазками изобразил лицо уверенного в себе художника.

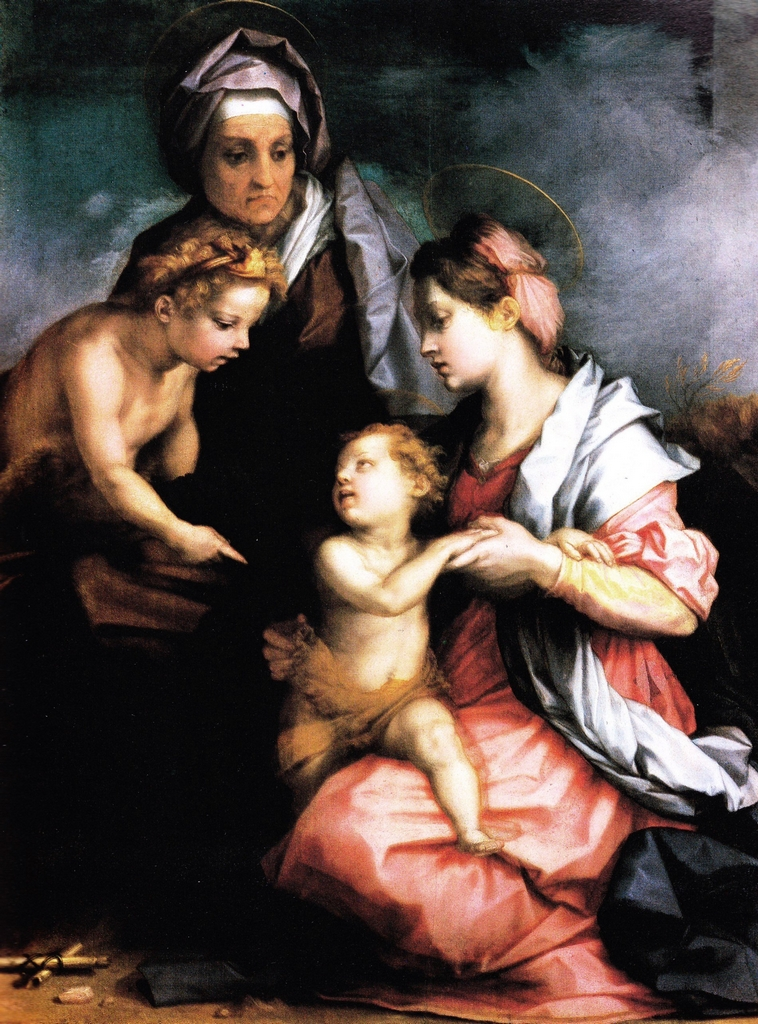
Святое семейство Медичи (Мадонна с Младенцем, Святой Елизаветой и младенцем Иоанном Крестителем. 1529. Дерево, масло. Палаццо Питти, Флоренция

После очередного изгнания в 1527 году семейства Медичи из Флоренции художник продолжал работать по заказам Синьории; тогда же было написано «Жертвоприношение Исаака», предназначавшееся в подарок французскому королю Франциску I. Хроматическое богатство возвращается в живопись художника с картиной 1528 года «Мадонна с четырьмя святыми», первоначально созданной для валломброзианского монастыря, а ныне хранящейся в галерее Палаццо Питти. Тогда же для Оттавиано Медичи было написано монументальное «Святое семейство», где Андреа обратился к идеям Микеланджело. Положения фигур на этой картине динамичны и полны внутренней энергии, а композиция создаёт впечатление медленно вращающейся спирали. В то же время нежная цветовая гамма по-прежнему ближе к творениям Рафаэля.
Последней работой Андреа дель Сарто, по-видимому, стало символическое изображение повешенных капитанов-изменников — фреска на внешней стене тюрьмы Барджелло, выполненная в ходе осады Флоренции в 1529 году.
Художник умер во время очередной вспышки чумы, последовавшей за этой осадой, и был похоронен в церкви Сантиссима-Анунциата 29 сентября 1530 года. В своих «Жизнеописаниях» Вазари утверждал, что Андреа не получал никакой заботы от своей жены во время его смертельной болезни. Однако в то время было хорошо известно, что чума заразна, поэтому есть предположение, что Лукреция просто боялась заразиться смертельной болезнью. Если это правда, её предосторожность была обоснованна, так как она пережила мужа на сорок лет.

## Оценки творчества и наследие художника
Оценки творчества художника противоречивы. Сам Микеланджело высоко оценивал талант Андреа дель Сарто и представил его в 1524 году Джорджо Вазари, который впоследствии стал учеником мастера Андреа. Тем не менее Вазари подвергал резкой критике своего учителя, утверждая, что, несмотря на «наличие всего необходимого, чтобы стать великим художником, ему недоставало амбиций и божественного огня вдохновения, который помогал творить его более знаменитым современникам, таким как Леонардо, Микеланджело и Рафаэль».
На раннем этапе творчества в поисках выразительных средств Андреа дель Сарто, как многие молодые живописцы создавал экстатичные, отклоняющиеся от канонов произведения, но со временем его творчество стало намного более сдержанным. Мощь образов его зрелого творчества — от Микеланджело. Не случайно Андреа считали выдающимся рисовальщиком. Его замечательные рисунки «скульптурны» и анатомически точны.
В своей работе художник превыше всего ценил графическую точность, за что даже получил прозвание «Безошибочный Андреа» (итал. Andrea senza errori). Среди его самых выдающихся работ — выполненные в технике гризайль (монохромной росписи) фрески со сценами из жизни Иоанна Крестителя в Кьостро делло Скальцо во Флоренции. В то же время он был наиболее значительным колористом флорентийской школы. Цветовые гаммы его ранних работ испытывали влияние перуджийской школы, популярной в годы его молодости, но позднее в его творчестве возобладала нежная серо-розовая гамма с тончайшими светотеневыми эффектами и радужными вуалями. Композиционно Андреа дель Сарто в последние годы жизни воплотил некоторые идеи Микеланджело, но не сумел достигнуть того же масштаба замыслов. Герои картин Андреа спокойны и величавы, композиции как правило просты; однако эта поэтичность, не отклоняющаяся от канонов Высокого Возрождения, иногда становилась несколько нарочитой.
Творчество художника охарактеризовал выдающийся мастер стилевых атрибуций Бернард Беренсон: «Андреа дель Сарто — это мягкая, почти усталая красота в то мгновенье, когда Возрождение достигло своего зенита».
Стремление Андреа дель Сарто к «преувеличенной монументальности» даже в сравнительно небольших алтарных картинах, по определению Генриха Вёльфлина «с надуманными позами и пышными складками драпировок, затемняющих порой смысл изображения, можно рассматривать как своего рода ухищрения художника, боявшегося утонуть в мощном разливе микеланджеловского искусства»:

Андреа дель Сарто называли поверхностным и бездушным, и надо признаться, что у него есть безразличные картины и что в свои позднейшие годы он охотно ограничивался простой рутиной… Но всё же по самой природе он тонкий флорентиец из поколения Филиппино и Леонардо с весьма изысканным вкусом, художник всего аристократического, небрежно-мягкой позы, благородного движения руки. Он светский человек, и его Мадонны светски элегантны. Сильное движение и аффект — не его дело: он не идёт дальше спокойного стояния и прохаживания. Но здесь он обнаруживает восхитительное чувство красоты. Вазари ставит ему в упрёк то, что он был слишком кроток и боязлив, что ему недоставало нужной дерзости… Однако перед мощными построениями Фра Бартоломео или произведениями римской школы Андреа выглядит тихим и простым. И всё же он был разносторонен и блестяще одарён. Выросший на восхищении перед Микеланджело, он одно время мог считаться лучшим рисовальщиком Флоренции
Творчество Андреа дель Сарто сыграло важную роль в становлении флорентийского маньеризма. Оно оказало существенное влияние на дальнейшее развитие флорентийской школы живописи в лице последователей мастера: Якопо Понтормо, Россо Фьорентино и Франческо Сальвиати. Учениками Андреа дель Сарто были также П. Ф. Фоски, Б. Росселли, его подражателем считают Дж. Б. Нальдини.

## Галерея

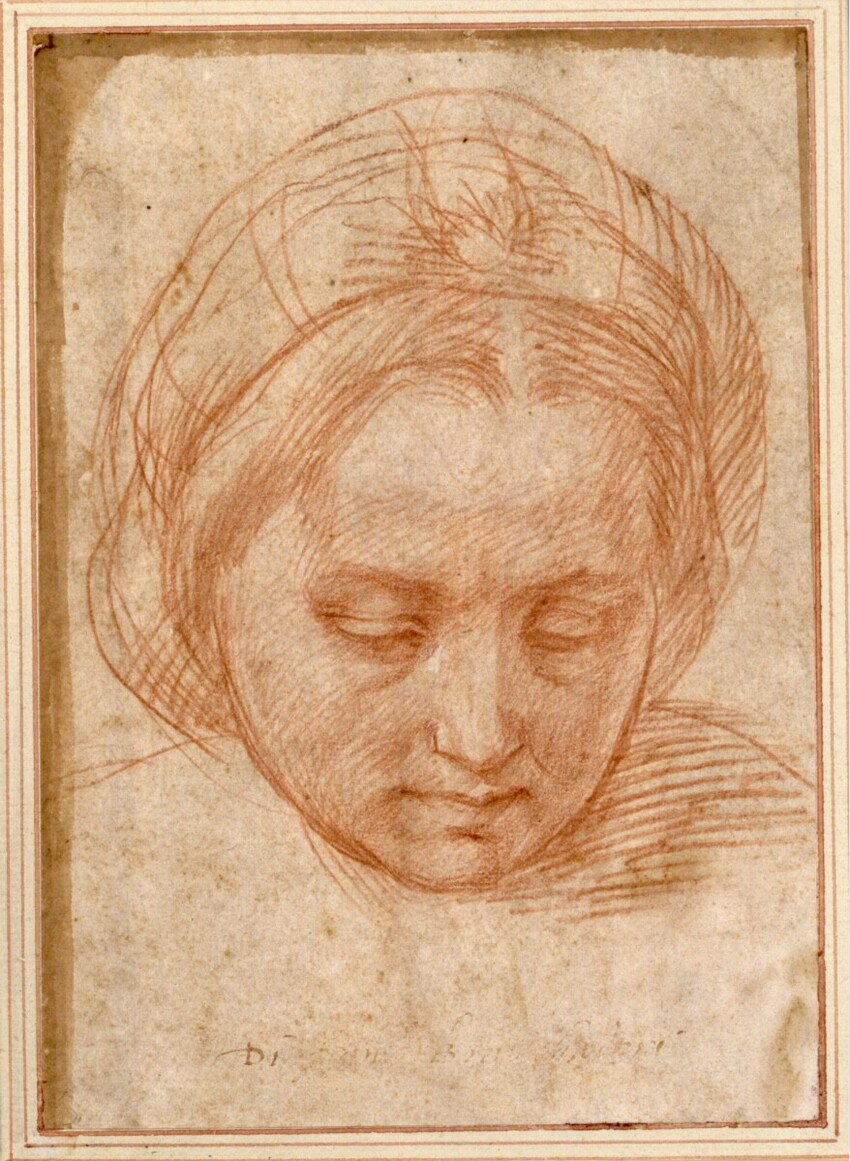
Голова девушки. Бумага, сангина. Альбертина, Вена
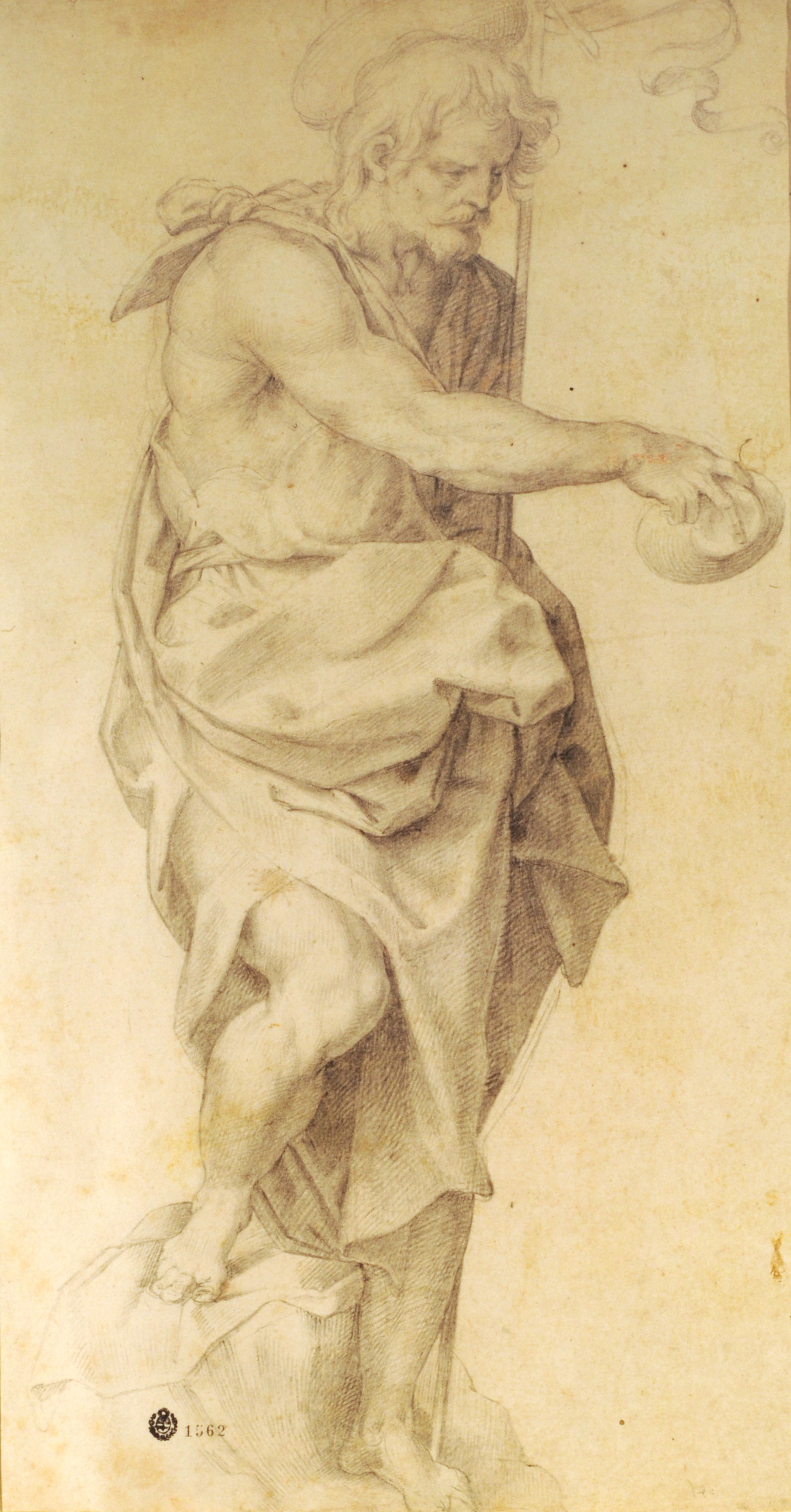
Святой Иоанн Креститель. Бумага, сангина. Национальный музей изящных искусств. Буэнос-Айрес (Аргентина)
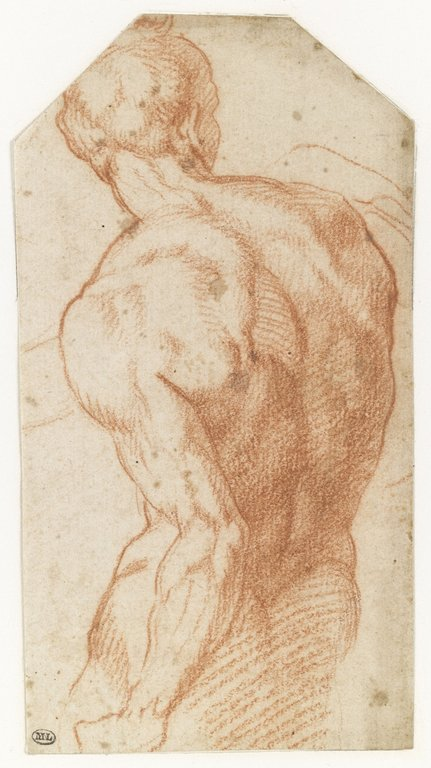
Обнажённый натурщик со спины. Бумага, сангина. Лувр, Париж
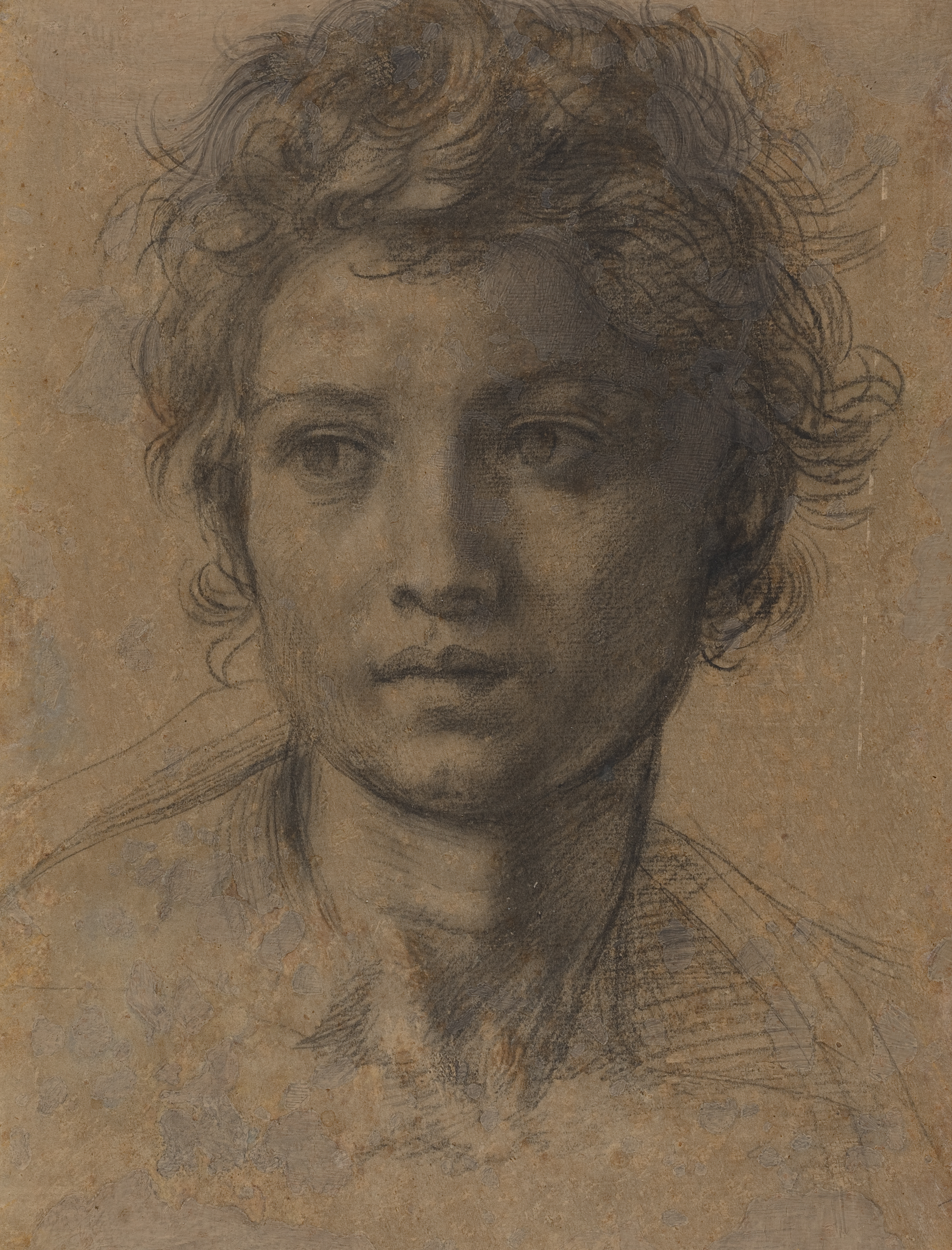
Голова Иоанна Крестителя. Ок. 1523. Бумага на дереве, итальянский карандаш. Национальная галерея искусства, Вашингтон
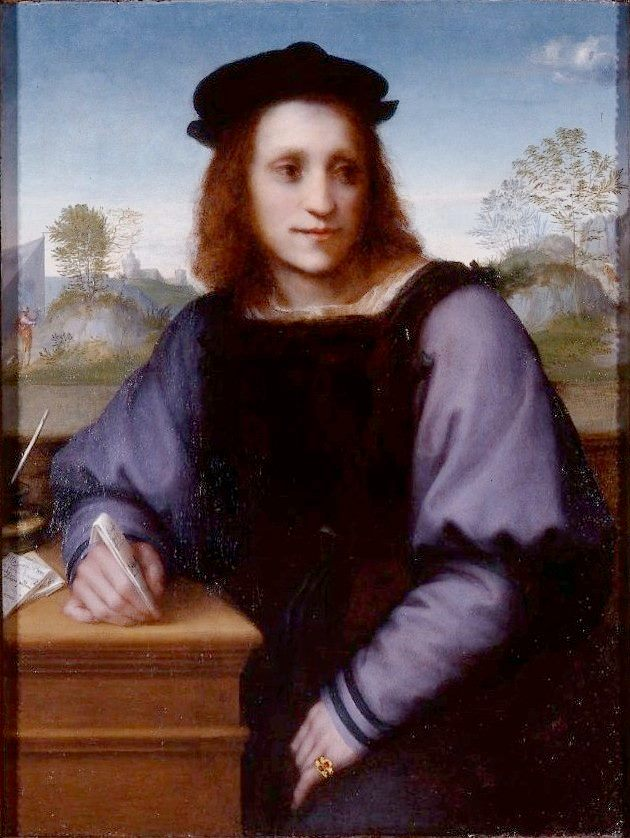
Портрет молодого человека. Замок Алник, Великобритания
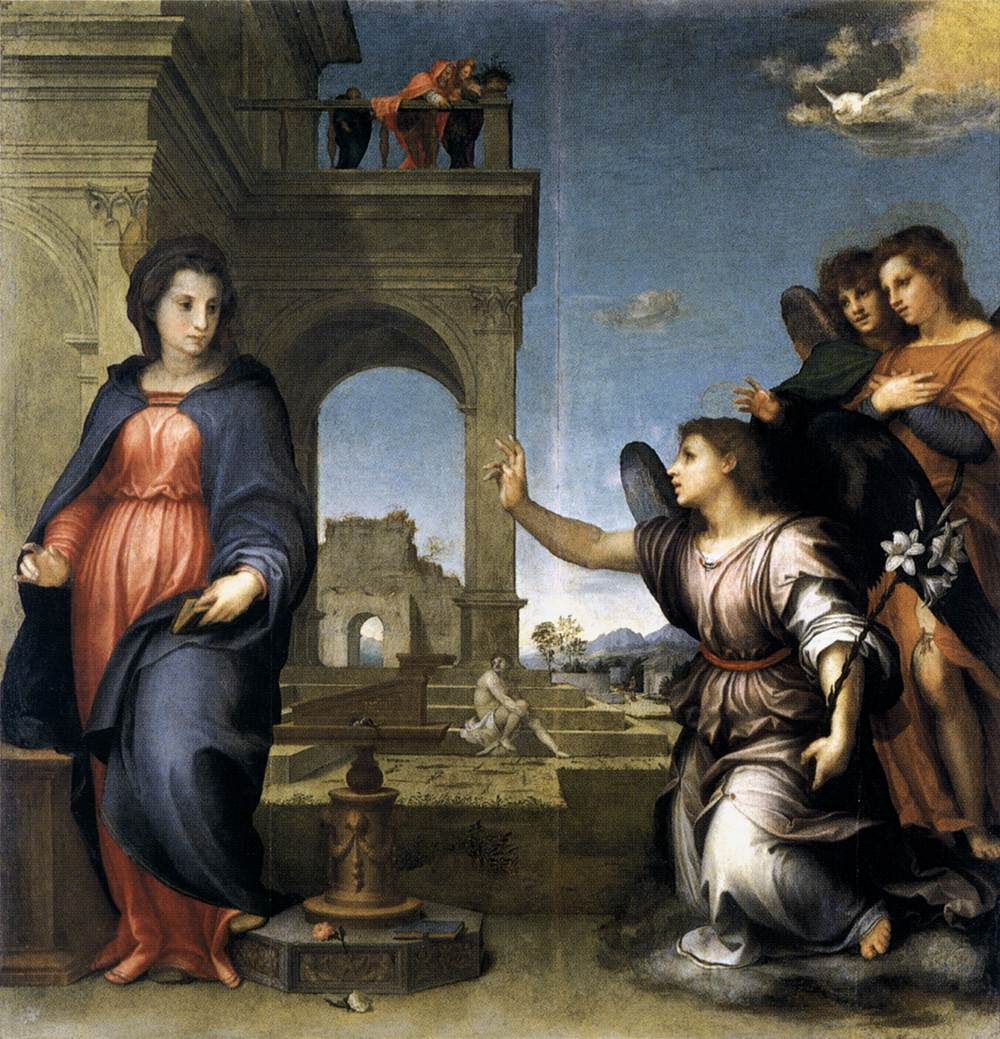
Благовещение Сан-Галло. Между 1512 и 1514. Дерево, масло. Палаццо Питти, Флоренция
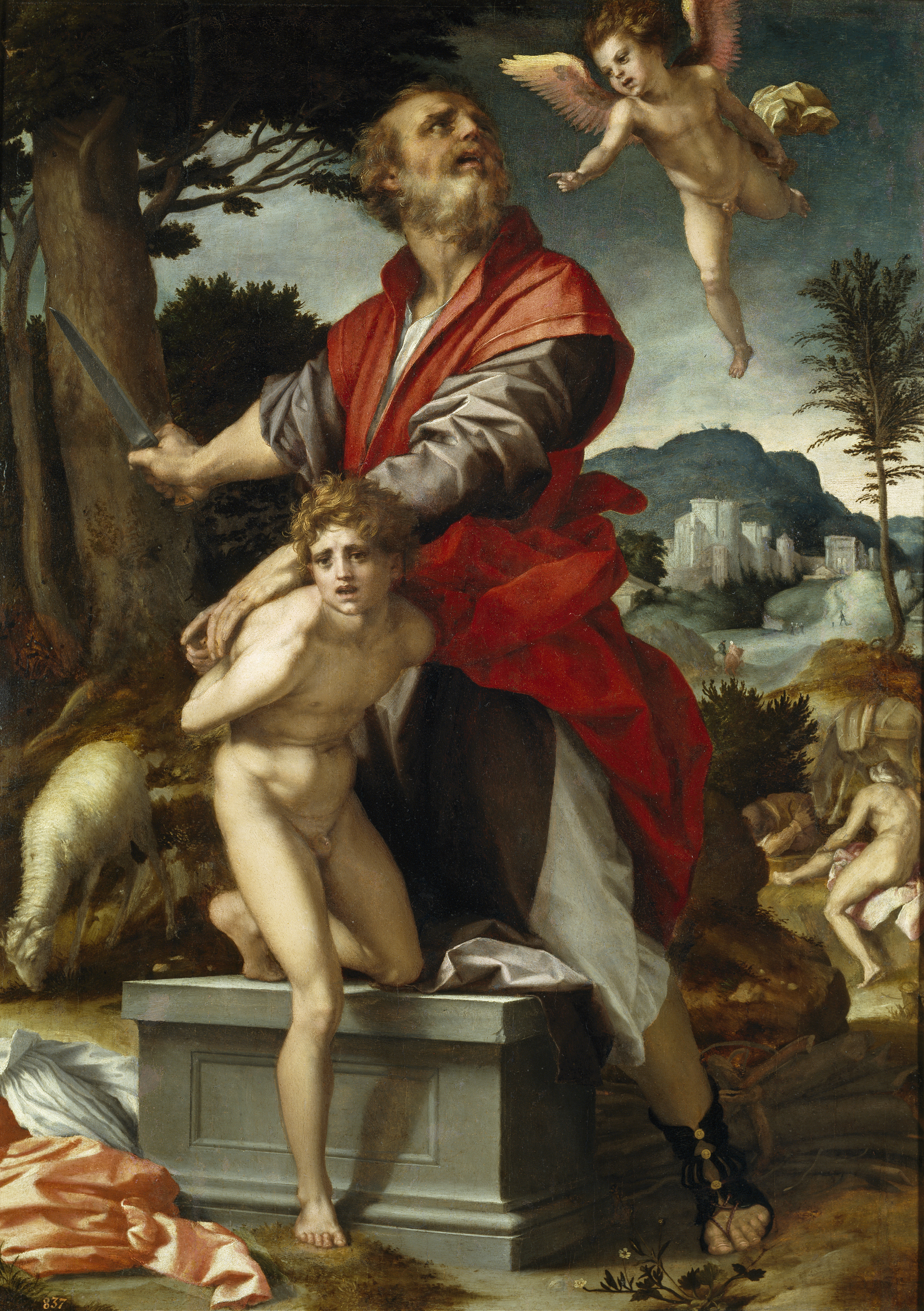
Жертвоприношение Исаака. Ок. 1522. Дерево, масло. Прадо, Мадрид
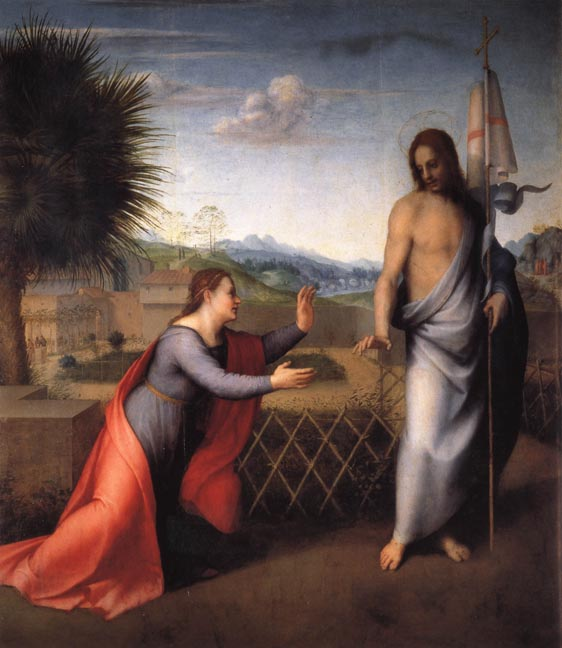
Не прикасайся ко Мне (Noli me tangere). Ок. 1510. Дерево, масло. Музей церкви Сан-Сальви, Флоренция
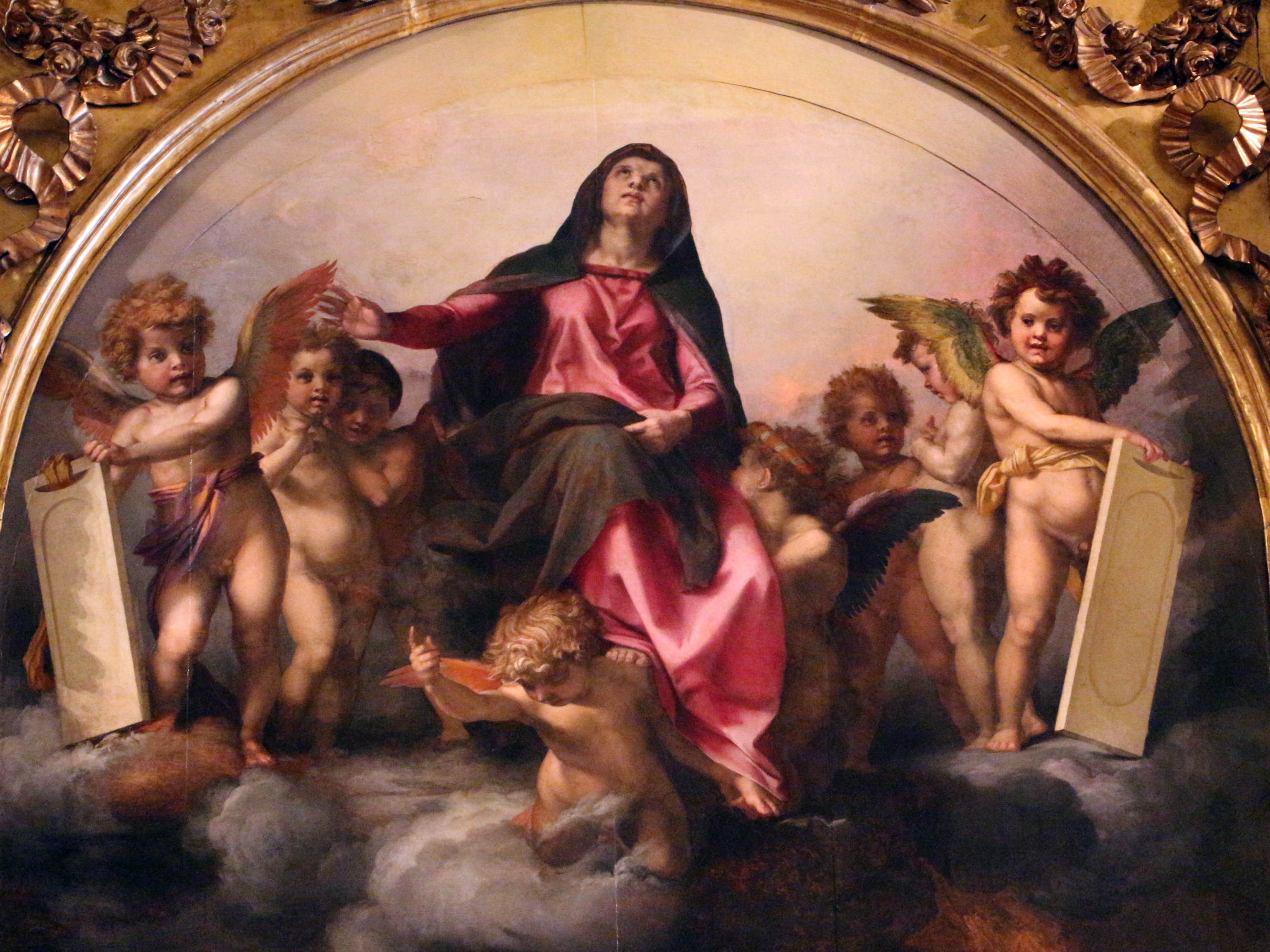
Ассунта Панчатики (Вознесение Мадонны). Деталь. Ок. 1522. Дерево, масло. Палаццо Питти, Флоренция
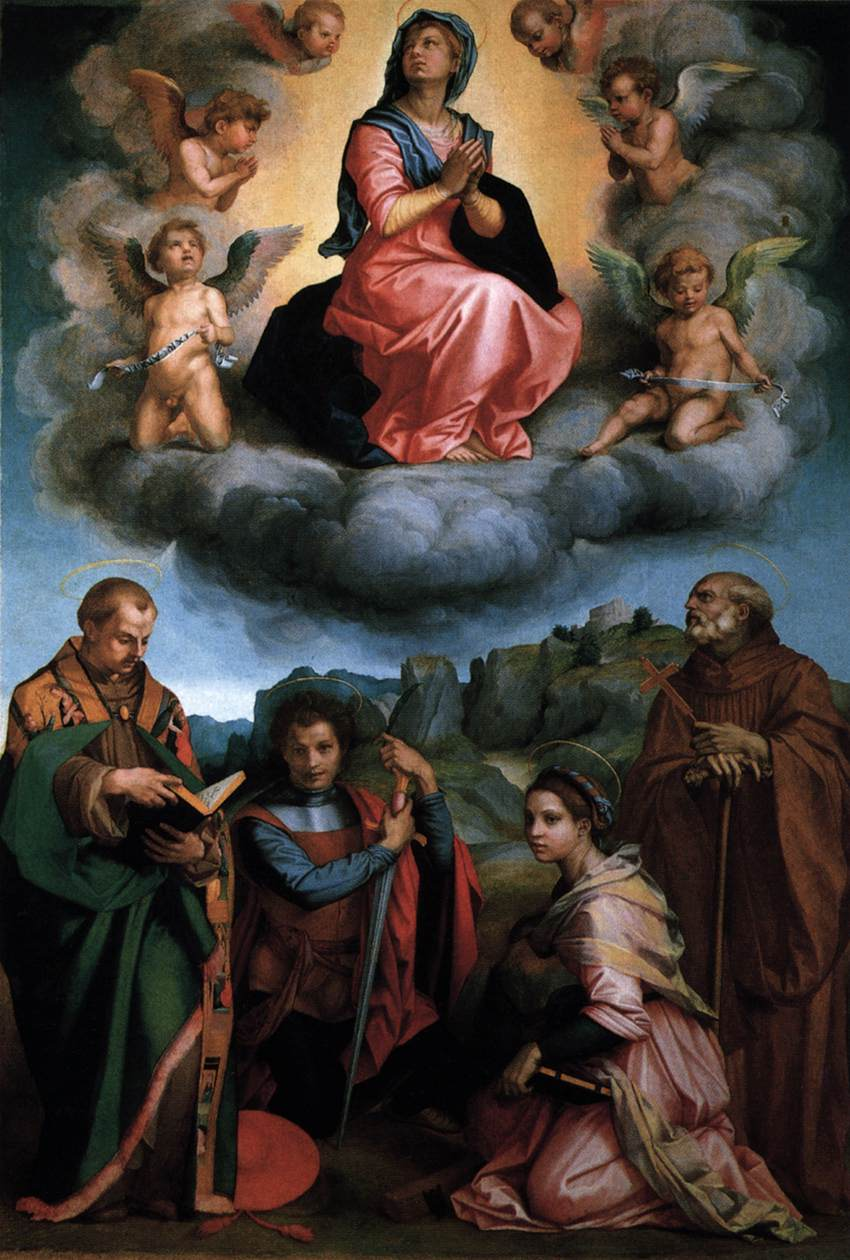
Вознесение Девы Марии (Алтарь Поппи). 1530. Дерево, масло. Палаццо Питти, Флоренция
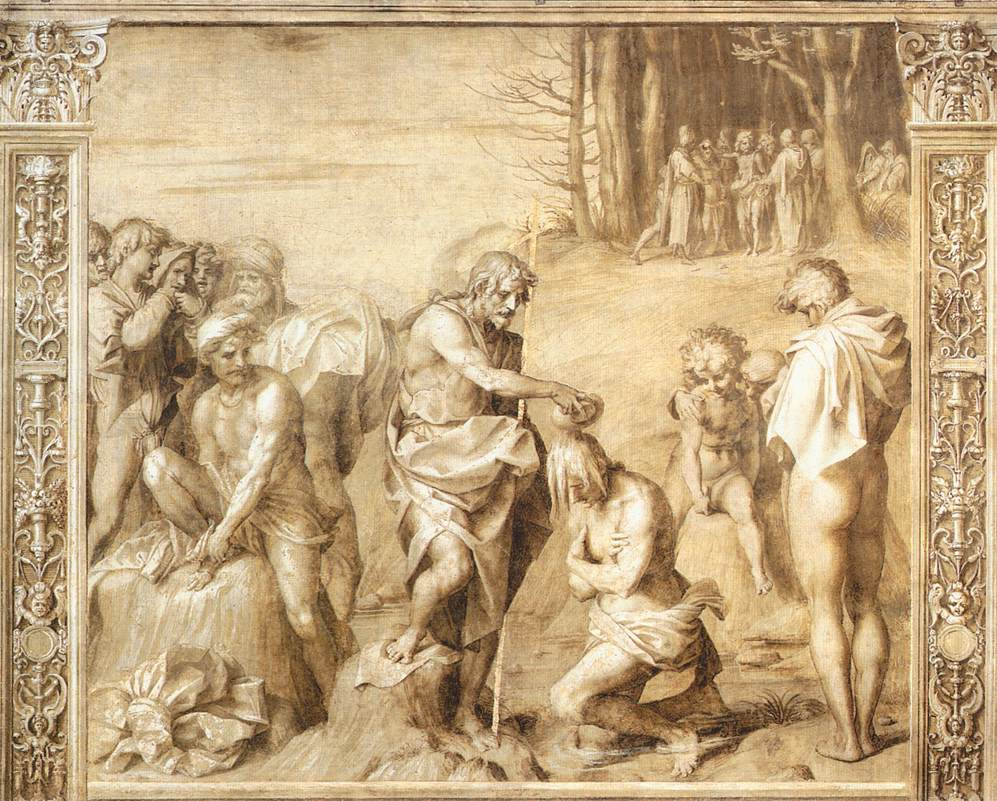
Крещение народа. 1517. Гризайль. Роспись Кьостро делло Скальцо, Флоренция
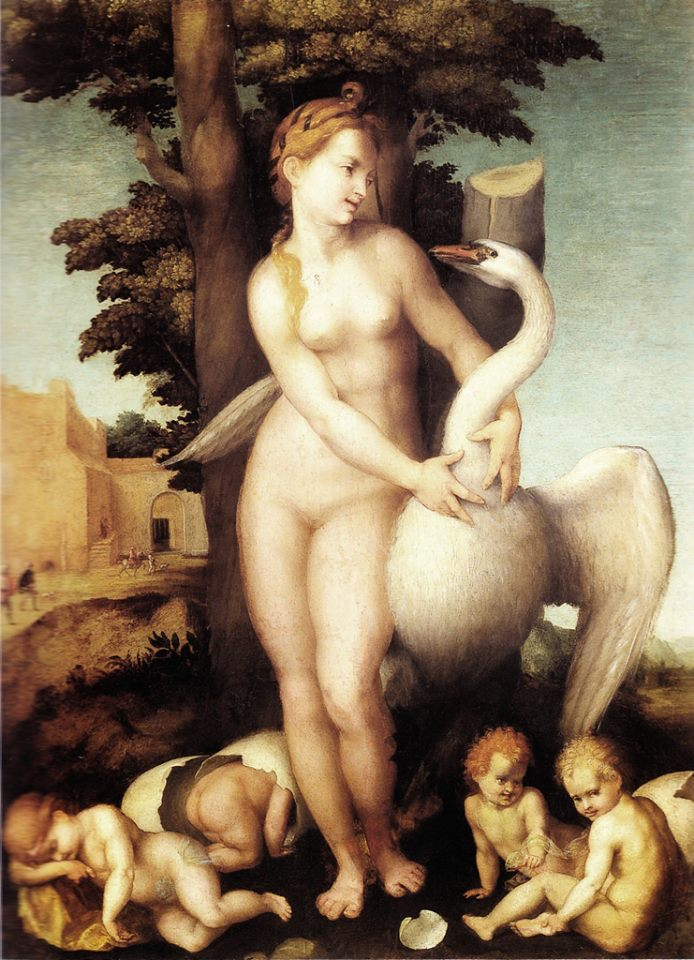
Леда и лебедь. Ок. 1490. Дерево, масло. Королевские музеи изящных искусств, Брюссель

Наиболее значительные произведения:
- Святое семейство. 1507—1508. Пинакотека Бари[15];
- Жизнь Святого Филиппа Беницци (1509—1510), пять фресок. Церковь Сантиссима-Аннунциата, Флоренция;
- Крещение Христа (1509—1510), первая фреска из цикла Жизнь Иоанна Крестителя. Кьостро делло Скальцо, Флоренция;
- Не прикасайся ко Мне (1510). Уффици, Флоренция;
- Поклонение волхвов (1511), фреска. Церковь Сантиссима-Аннунциата, Флоренция;
- Тондо святых Бенедикта, Иоанна Гуальберта, Сальви, Бернарда дельи Уберти и Святой Троицы (1511), фрески. Церковь Сан Сальви, Флоренция;
- Благовещение. 1512—1513. галерея Питти, Флоренция;
- монохромные фрески из истории Иоанна Крестителя. 1512—1526. Кьостро делло Скальцо, Флоренции;
- Проповедь св. Иоанна, Крещение народа, Милосердие, Справедливость. 1513—1517, фрески из цикла Жизнь Иоанна Крестителя. Кьостро делло Скальцо, Флоренция;
- Рождество Девы Марии. 1514. Фреска в атриуме церкви Сантиссима-Аннунциата, Флоренция;
- Голова Христа (Христос Спаситель). 1515. Фреска. Церковь Сантиссима-Аннунциата, Флоренция;
- Благовещение. 1515. Галерея Питти, Флоренция;
- фрески в бенедиктинском монастыре валломброзианов Сан-Сальви. 1515—1526;
- Мадонна с гарпиями. 1517. Моделью, возможно, была его жена Лукреция дель Феде. Галерея Уффици, Флоренция;
- Жизнь Иоанна Крестителя, Вера, Надежда. 1522—1526. Заключительные фрески цикла. Кьостро делло Скальцо, Флоренция;
- Тайная вечеря. 1524. Фреска. Церковь Сан-Сальви, Флоренция;
- Мадонна с мешком. 1525. Фреска. Церковь Сантиссима-Аннунциата, Флоренция.
- Святое семейство с Иоанном Крестителем. Ок. 1529. Государственный Эрмитаж, Санкт-Петербург